# Спенс, Фрэнсис Джон
Фрэнсис Джон Спенс (англ. Francis John Spence; 3 июня 1926 года, Перт, Онтарио, Канада — 27 июля 2011 года, Кингстон, Онтарио, Канада) — десятый епископ Шарлоттауна с 17 августа 1970 года по 14 марта 1982 года, третий военный ординарий Канады с 14 марта 1982 года по 28 октября 1987 года и седьмой архиепископ Кингстона с 24 апреля 1982 года по 24 апреля 2002 года.

## Биография
Окончил Университет Торонто. Затем изучал богословие в семинарии Святого Андрея в Торонто. 16 апреля 1950 года рукоположён в священники для служения в архиепархии Кингстона. В последующие годы продолжил своё образование в Риме, где получил научную степени доктора канонического права. Возвратившись в Канаду, служил викарием в различных приходах, затем — секретарём архиепископа Кингстона. Присутствовал на всех четырёх заседаниях Второго Ватиканского собора (1962—1965) в качестве теологического помощника архиепископа Кингстона.
1 апреля 1967 года Римский папа Павел VI назначил его вспомогательным епископом военного ординариата Канады и титулярным епископом Новы. 15 июня 1967 года в Соборе Пресвятой Девы Марии в Кингстоне состоялось его рукоположение в епископы, которое совершил архиепископ Квебека кардинал Морис Руа в сослужении с титулярным архиепископом Марагуи Джозефом Энтони О’Салливаном и титулярным епископом Узиты Джозефом Рэймондом Уиндлом.
17 августа 1970 года римский папа Павел VI назначил его епископом Шарлоттауна. 14 марта 1982 года римский папа Иоанн Павел II назначил его военным ординарием Канады и 24 апреля 1982 года — архиепископом Кингстона.
28 октября 1987 года был освобождён от должности военного ординария Канады. 27 апреля 2002 года вышел в отставку.
В 1995—1997 годах — президент Конференции католических епископов Канады.
Умер 27 июля 2011 года.